# Playing with Fire (bài hát của Blackpink)
"Playing with Fire" (tiếng Hàn: 불장난; RR: Buljangnan) là bài hát của nhóm nhạc nữ Hàn Quốc Blackpink. Bài hát được phát hành vào ngày 16 tháng 11 năm 2016 như là bài hát chủ đề cho đĩa đơn maxi thứ hai của nhóm, Square Two, bởi YG Entertainment và phân phối bởi KT Music. Lời bài hát được viết bởi Teddy và sáng tác bởi Teddy và R.Tee.

## Background và phát hành
Vào tháng 10 năm 2016, teaser của Jennie đã tiết lộ, cùng với tên của một bài hát chủ đề, "Playing with Fire", những hình ảnh teaser của Lisa, Rosé và Jisoo đã được tiết lộ vào ngày hôm sau. Vào ngày 31 tháng 10, video hậu trường của "Playing with Fire" đã được đăng tải.
Nhóm đã trình diễn comeback stage cho cả hai bài hát vào ngày 6 tháng 11 trên Inkigayo của SBS và M Countdown của Mnet vào ngày 10 tháng 11 năm 2016.

## MV
MV cho "Playing with Fire" được đạo diễn bởi Seo Hyun-seung, người trước đây đã làm việc với nhóm và là đạo diễn MV "Boombayah", MV được phát hành trên kênh YouTube chính thức của Blackpink vào giữa đêm ngày 1 tháng 11 năm 2016 (KST).
Blackpink cũng phát hành video luyện tập vũ đạo cho "Playing With Fire" trên kênh YouTube chính thức của nhóm vào ngày 4 tháng 11 năm 2016. Vũ đạo của bài hát được biên đạo bởi Kyle Hanagami, người đã biên đạo cho bài hát "Boombayah" của nhóm từ single trước đó  "Square One".

## Bảng xếp hạng

### Bảng xếp hạng tuần
| Bảng xếp hạng (2016)               | Vị trí xếp hạng cao nhất |
| ---------------------------------- | ------------------------ |
| Canada (Canadian Hot 100)          | 92                       |
| Nhật Bản (Japan Hot 100)           | 81                       |
| Hàn Quốc (Gaon Digital Chart)      | 3                        |
| US World Digital Songs (Billboard) | 1                        |

### Bảng xếp hạng tháng
| Bảng xếp hạng (2016)          | Vị trí xếp hạng cao nhất |
| ----------------------------- | ------------------------ |
| Hàn Quốc (Gaon Digital Chart) | 3                        |

## Giải thưởng

### Chương trình âm nhạc
| Chương trình   | Ngày                 | Tham khảo |
| -------------- | -------------------- | --------- |
| Inkigayo (SBS) | 27 tháng 11 năm 2016 | [ 11 ]    |
| Inkigayo (SBS) | 4 tháng 12 năm 2016  | [ 12 ]    |